# Il confine del mondo
Il confine del mondo è l'ultimo dei tre libri della trilogia di Aléxandros, scritta da Valerio Massimo Manfredi.
Il libro è stato diffuso grazie alle molte traduzioni, (in tedesco, portoghese, polacco, spagnolo, turco, inglese, rumeno, francese, ungherese, cinese, russo, sloveno, norvegese, olandese) sia come romanzo singolo, sia all'interno della trilogia.

## Trama
In questo libro Alessandro Magno ritorna verso la regione anatolica per proseguire all'interno dell'impero persiano. Sfida il Re dei Re in battaglie epiche dove vince la superiorità numerica del nemico e quindi punta in direzione delle storiche capitali dell'impero. 

### Il confine del mondo
Il prode macedone decide di addentrarsi nell'impero persiano, cominciando da Babilonia, per poi arrivare a Persepoli, dopo aver sconfitto l'esercito del Gran Re Dario e dopo aver scoperto che quest'ultimo era stato ucciso durante la fuga da un satrapo. Si getta quindi all'inseguimento del traditore varcando montagne altissime e resistendo al gelo dell'inverno, ma alla fine riesce a catturarlo, anche grazie ad un soldato persiano che lo aiuta con le sue truppe ormai arruolate nell'esercito tra il malumore e l'indisposizione generale, ed a giustiziarlo in base all'usanza persiana. Prese inoltre in sposa la secondogenita del Re dei Re e si adatta alle usanze “barbare” generando molti sospetti tra i suoi amici. Sposa poi anche Roxane, la figlia del satrapo della Battriana confermando, così, un'altra alleanza. Non mancano gli attentati alla vita del nuovo re e quindi fa giustiziare chiunque possa essere un sospettato, tra i quali Aminta e Filota, figlio del generale Parmenione, giustiziato anch'esso. Nel corso di una lite, Alessandro, essendo ubriaco assassina Clito il Nero ed Efestione, suo compagno devoto e migliore amico, muore per colpa di un'indigestione. Sposa anche la primogenita di Dario. Decide quindi di recarsi in India, dove quasi contrae la morte per colpa di una ferita e il suo cane, per salvarlo, muore, come anche il cavallo. Purtroppo i soldati non sono motivati a continuare ed il re si vede costretto a rientrare. Tornando a Babilonia Alessandro viene colpito da una febbre fulminante che in meno di un mese lo porta alla morte.

## Edizioni
- Valerio Massimo Manfredi, Aléxandros. Il confine del mondo, Mantova, Arnoldo Mondadori Editore, 1º dicembre 1998, ISBN 9788804456087.
- Valerio Massimo Manfredi, Aléxandros. Il confine del mondo, Best Sellers, Mantova, Mondadori, 4 giugno 2002,  p. 330, ISBN 9788804509707.